# Telenostra
Telenostra è una televisione locale della Campania.

## Storia
Fondata ad Avellino nel 1982 dal giornalista Pasquale Grasso, nel corso degli anni si è focalizzata principalmente sul proprio bacino d'utenza, ovvero l'Irpinia e parte del Sannio. Da sempre attenta all'informazione locale, grazie alla storica collaborazione con i team sportivi locali, è stata per lungo tempo l'emittente di riferimento dei tifosi dell'Avellino e della Scandone Basket.
Nei primi anni 2000 viene acquisita dell'odontoiatra ed editore casertano Pasquale Piccirillo ed entra a far parte del gruppo Lunaset.
A seguito del passaggio totale della Campania al sistema di trasmissione in digitale terrestre, Telenostra viene autorizzata dal ministero delle comunicazioni a trasmettere dal centro trasmittente di Monte Vergine per la provincia di Avellino sul canale UHF 64, ed inoltre ottiene una seconda autorizzazione, per Telenostra Sport, sul canale UHF 66. Tuttavia, mentre la composizione del multiplex di Telenostra è autonoma rispetto a quella del resto dei multiplex gestiti dal gruppo Lunaset, il mux di Telenostra Sport assume la stessa composizione del multiplex di Teleluna 2, trasmesso sulla stessa frequenza a Napoli e nelle province di Caserta e Benevento.
Il 16 settembre 2015 viene annunciata la chiusura del canale da parte dell'editore.
Ad aprile 2016, dopo essere stata rilevata dal gruppo d'Agostino, torna a trasmettere sul canale 189.

### Luna Sport
Alla fine degli anni novanta Telenostra acquisisce la concessione a trasmettere della defunta tv locale Tele Radio Matese, creando così l'emittente sportiva Telenostra Sport.
A seguito dell'acquisizione di Telenostra da parte del gruppo Lunaset, il canale viene rinominato Luna Sport, e la programmazione, precedentemente focalizzata sulle squadre irpine, viene estesa a tutte le compagini sportive della Campania.
A partire dalla stagione 2010/2011, la società L'Informatore S.r.l. a cui fa capo il gruppo Lunaset, dopo aver acquisito i diritti in chiaro del Benevento, acquisisce i diritti anche per l'Avellino.
Durante il campionato di basket 2011-2012 trasmette in chiaro anche le partite della Scandone Avellino non coperte da Rai o LA7.